# Herrljungabygdens församling
Herrljungabygdens församling är en församling i Kullings kontrakt i Skara stift. Församlingen omfattar hela Herrljunga kommun i Västra Götalands län. Församlingen utgör ett eget pastorat.

## Administrativ historik
Församlingen bildades 2021 genom en utökning och namnändring av Herrljunga församling. Utökningen omfattade Herrljunga landsbygdsförsamling, Hudene församling, Östra Gäsene församling och Hovs församling, som alla tidigare ingått i  Herrljunga pastorat. Församlingen utgör ett eget pastorat.

## Kyrkor
- Alboga kyrka
- Broddarps kyrka
- Bråttensby kyrka
- Eggvena kyrka
- Eriksbergs gamla kyrka
- Eriksbergs nya kyrka
- Fölene kyrka
- Grude kyrka
- Herrljunga kyrka
- Hovs kyrka
- Hudene kyrka
- Jällby kyrka
- Källeryds kapell
- Källunga kyrka
- Mjäldrunga kyrka
- Molla kyrka
- Ods kyrka
- Remmene kyrka
- Skölvene kyrka
- Södra Björke kyrka
- Vesene kyrka
- Öra kyrka